# E. E. Cummings

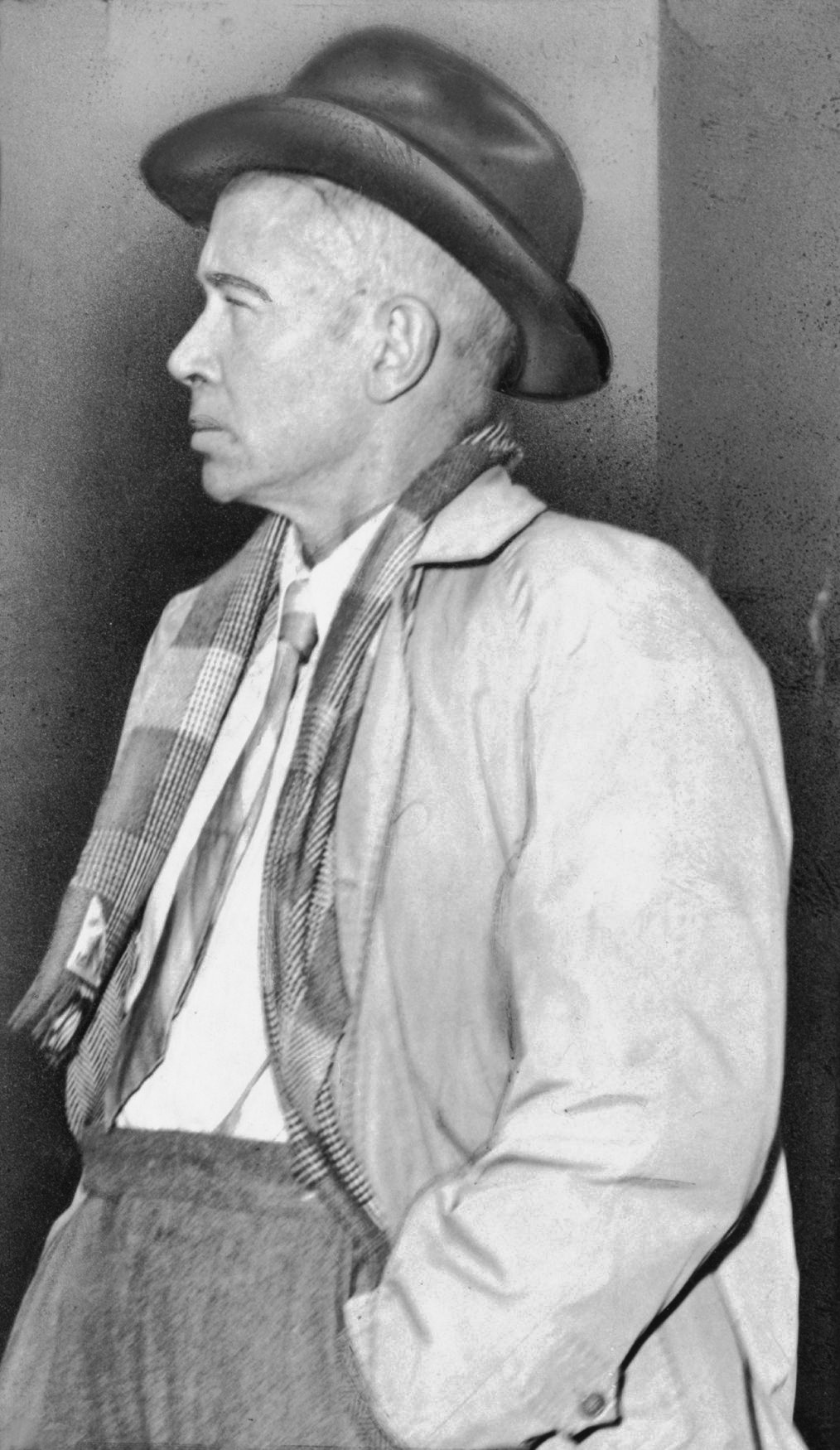
E. E. Cummings 1953

Edward Estlin Cummings (* 14. Oktober 1894 in Cambridge; Massachusetts; † 3. September 1962 in North Conway, New Hampshire) war ein US-amerikanischer Dichter und Schriftsteller.

## Leben und Wirken

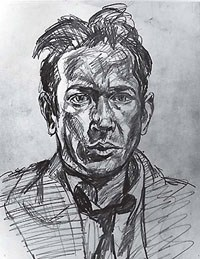
E. E. Cummings, Selbstporträt um 1920

E. E. Cummings, Unterschrift

Cummings entstammte einer liberalen Familie. Sein frühes Interesse an Lyrik – bereits 1904, als Zehnjähriger, soll er Gedichte geschrieben haben – wurde von seinen Eltern gefördert. Von 1911 bis 1915 studierte er in Harvard Literatur, wo er in der Redaktion der Universitätszeitung John Dos Passos begegnete, mit dem er sich anfreundete. 1912 erschien in eben jener Universitätszeitung erstmals einer seiner Texte. In seinem Abschlussjahr kam er in Kontakt mit modernen, avantgardistischen Texten von Autoren wie Gertrude Stein oder Ezra Pound, die ihn beeinflussten.
1917 veröffentlichte Cummings erstmals Gedichte in einer Sammlung. Kurz darauf meldete er sich freiwillig als Sanitäter und ging nach Frankreich, wo er am Ersten Weltkrieg teilnahm. Irrtümlich wurde er dort für einen Verräter gehalten und für vier Monate in einem Lager in der Normandie interniert. Diese Erfahrung bildete die Grundlage seiner autobiographischen Novelle Der ungeheure Raum. Nach Kriegsende blieb Cummings in Paris, wo er unter anderem Pablo Picasso begegnete, der ihn beeindruckte.
1923 erschien sein erster Gedichtband mit dem Titel Tulips & Chimneys. In den 1920er und 1930er Jahren reiste Cummings viel, unter anderem in die Sowjetunion, lebte abwechselnd in den USA und Frankreich und veröffentlichte regelmäßig neue Gedichtbände.
Cummings war intellektuell nie so radikal und unzugänglich wie seine revolutionären Vorbilder, seine schlichte, aber nie einfältige Sicht auf die Welt machte ihn jedoch zu einem der volkstümlichsten modernen Lyriker englischer Sprache.
In seinem künstlerischen Schaffen kritisierte er oftmals die patriotische Verlogenheit des American Dream und den Konformismus des American Way of Life, aber auch den allgegenwärtigen Wahnwitz in der Kulturindustrie und Konsumwelt der affluent society, der zu einem bloßen Anhäufen von äußerlichen Scheinwerten führt, wobei das eigentlich Wertvolle verloren geht.
Cummings war Unterstützer des America First Committees, einer isolationistischen Bewegung, die 1940/41 die Teilnahme der USA am Zweiten Weltkrieg zu verhindern suchte.
1949 wurde er in die American Academy of Arts and Letters gewählt.
Im Jahr 1924 heirateten Cummings und Elaine Orr, die zuvor mit dem Schriftsteller Scofield Thayer verheiratet war. Seit 1918 hatte Cummings eine Affäre mit ihr, aus der seine 1919 geborene Tochter Nancy hervorging. Die Ehe scheiterte nach weniger als einem Jahr. Elaine zog nach Irland, seine Tochter sah Cummings erst 1946 wieder. Seine zweite Ehe mit Anne Minnerly Barton dauerte von 1929 bis 1932. Danach lebte Cummings mit Marion Morehouse zusammen, die Beziehung hielt bis zu seinem Tod 1962.

## Rezeption und Adaptionen
- Leonard Bernstein vertonte in seinem Werk Songfest das Gedicht If you can't eat you got to von Cummings.
- Pierre Boulez komponierte Cummings ist der Dichter nach Texten von Cummings.
- Aribert Reimann vertonte Cummings in Impressionen IV (1961) für Sopran und Klavier.
- Luciano Berio vertonte drei Gedichte von Cummings in seinem Werk Circles.
- Im Film Der Club der toten Dichter wird ein Gedicht von Cummings fast vollständig zitiert, um das Filmmotto „Carpe diem“ herauszustellen.
- Im Film In den Schuhen meiner Schwester kommt das Gedicht I carry your heart vor.
- Die isländische Sängerin Björk vertonte sein Gedicht I will wade out in ihrem Song Sun in my mouth auf dem Album Vespertine.
- Im Woody Allen Film Hannah und ihre Schwestern (1986) werden Zeilen aus dem Gedicht Somewhere I have never travelled… zitiert.
- Matthias Pintscher komponierte seine Lieder und Schneebilder (2000) nach Gedichten von Cummings.[3]
- Der Schauspieler David Niven wählte den Titel des Gedichts Vielleicht ist der Mond nur ein Luftballon  (OT: The Moon’s a Ballon) für seine im Jahre 1975 erschienene Autobiographie und rezitiert das Gedicht auf den ersten Seiten sowie am Ende des Buches.
- Auf dem Album Baptism der amerikanischen Folksängerin Joan Baez singt sie das Gedicht All in Green Went My Love Riding in einer Vertonung von Peter Schickele.
- Brad Mehldau vertonte the boys I mean are not refine in seinem Liederzyklus The Folly of Desire (2019).

## Werke (Auswahl)
Bildband
- CIOPW. Covici-Friede, New York 1931.

Erzählungen
- I. Six nonlectures. Caedmon Books, New York 1953.[4]
  - deutsch: I. Six nonlectures/ich. sechs nichtvorträge. Beck, München 2010, ISBN 978-3-406-60723-3 (Nachdr. d. Ausg. Ebenhausen 2004).
- Anyone lived in a pretty how town. In: David M. Cook, Craig M. Swauger (Hrsg.): A small town in American literature. Dodd Mead Books, New York 1969.

Gedichte
- Tulips and Chimneys. Liveright Press, New York 1996, ISBN 0-87140-165-7 (Nachdr. d. Ausg. New York 1923)
- &. Selbstverlag, New York 1925.
- XLI Poems. Dial Press, New York 1925.
- Is 5. Liveright Press, New York 1996, ISBN 0-87140-164-9 (Nachdr. d. Ausg. New York 1926)
- W. ViVa? Liveright Press, New York 1979, ISBN 0-87140-636-5 (Nachdr. d. Ausg. New York 1931)
- No Thanks. Liveright Press, New York 1978, ISBN 0-87140-631-4 (Nachdr. d. Ausg. New York 1935)
- Collected Poems. Hacourt, Brace & World, New York 1963, ISBN 0-15-118563-8 (Nachdr. d. Ausg. New York 1938)
- 50 Poems. Grosset & Dunlop, New York 1971, ISBN 0-15-118563-8 (Nachdr. d. Ausg. New York 1940)
- 1 × 1. Harcourt & Brace, New York 1944.
- Xaipe. 71 poems. Liveright Press, New York 1979, ISBN 0-87140-633-0 (Nachdr. d. Ausg. New York 1950)
- Poems 1923–1954. New York 1954.
- 95 Poems. Liveright Press, New York 2002, ISBN 0-87140-181-9 (Nachdr. d. Ausg. New York 1958)
- 73 Poems. Faber & Faber, London 1982, ISBN 0-571-10443-6 (Nachdr. d. Ausg. New York 1963)
- Complete Poems. 1910–1962. Granada Publ., London 1981 (2 Bde.)

1. ISBN 0-246-11008-2.
2. ISBN 0-246-11009-0.

- so klein wie die welt und so groß wie allein (Weiße Reihe). Verlag Volk und Welt, Berlin 1980 (zweisprachig, übersetzt u. a. von Hans Magnus Enzensberger und Erich Fried).[5]
- 39 Alphabetisch. Urs Engeler Verlag, Basel 2001, ISBN 3-905591-31-6 (zweisprachig, übersetzt und ausgewählt von Mirko Bonné).
- like a perhaps hand. Neuaufl. Beck, München 2013, ISBN 978-3-406-64896-0 (zweisprachig).
- was spielt der leierkasten eigentlich. Die frühen Sonette. Urs Engeler Verlag, Basel 2009, ISBN 978-3-938767-57-3 (zweisprachig, übersetzt von Günter Plessow).
- Poems – Gedichte. Beck, München 2010, ISBN 978-3-406-60724-0 (zweisprachig, übersetzt von Eva Hesse).
- erotic poems. Beck, München 2011, ISBN 978-3-406-62480-3 (zweisprachig, übersetzt von Lars Vollert).

Märchen
- Fairy Tales/Märchen. Beck, München 2016, ISBN 978-3-406-69670-1 (zweisprachig, übersetzt von Hanne G. Reck).[6]
- The elephant and the butterfly.
  - deutsch: Der Elefant und der Schmetterling. Gerstenberg Verlag, Hildesheim 2013, ISBN 978-3-8369-5440-2.

Reisebericht
- Eimi. A journey through Soviet Rusia. Liveright Press, New York 2007, ISBN 978-0-87140-652-1 (Nachdr. d. Ausg. New York 1933)

Autobiographie
- The Enormous Room. Dover Publ., Minola, N.Y. 2002, ISBN 0-486-42120-1 (Nachdruck der Erstausgabe bei Boni & Liveright, New York 1922); New York : New York Review Books, 2022, introduction by Nicholas Delbanco, ISBN 978-1-68137-619-6
  - deutsch: Der ungeheure Raum. Verlag Die Arche, Zürich 1984, ISBN 3-7160-1902-X (Nachdr. d. Ausg. Stuttgart 1954)[7]
  - deutsch: Der ungeheure Raum. Rowohlt, Reinbek 1993, ISBN 3-499-40038-3.

Theaterstücke
- Him. A play. Liveright Press, New York 1970 (Nachdr. d. Ausg. New York 1927)
  - deutsch: Ihm. Phantasmagorisches Spiel. Rowohlt, Reinbek 1969.
- Tom. Arrow Press, New York 1935
  - deutsch: Tom. ein Ballett. Rowohlt, Reinbek 1962.[8]
- Santa Claus. A morality. Holt, New York 1946.
  - deutsch: Santa Claus. Rowohlt, Reinbek 1961.